# Aeropuerto Internacional del Valle Lehigh
El Aeropuerto Internacional del Valle Lehigh (del inglés: Lehigh Valley International Airport) (IATA: ABE, OACI: KABE, FAA LID: ABE) anteriormente Aeropuerto Internacional Allentown-Bethlehem-Easton, es un aeropuerto regional ubicado en el municipio de Hanover en el Condado de Lehigh, Estados Unidos. El Aeropuerto Internacional del Valle Lehigh está ubicado en el centro de Lehigh Valley, aproximadamente a 11 km (7 millas) al noreste de Allentown, 6.4 km (4 millas) al noroeste de Bethlehem y 18 km (11 millas) al suroeste de Easton.
El Aeropuerto Internacionaldel Valle Valley es el cuarto aeropuerto más transitado de Pensilvania, después de los aeropuertos internacionales de Filadelfia, Pittsburgh y Harrisburg, y el único aeropuerto público ubicado en Valle Lehigh, la tercera región metropolitana más poblada de Pensilvania. El aeropuerto es utilizado por más de 900,000 pasajeros al año.
El aeropuerto también se utiliza mucho para el transporte de carga aérea debido al crecimiento del comercio electrónico y su proximidad a los principales centros de población de la costa este. A partir de 2016, el aeropuerto envía más de 126 millones de libras de carga al año con un crecimiento de casi el 166 % en el tonelaje de carga enviado entre 2015 y 2016. Empresas como Amazon utilizan el aeropuerto, un factor importante en su crecimiento.

## Instalaciones
El aeropuerto cubre 922 ha (2278 acres) a una altura de 120 m (393 pies). Tiene dos pistas de asfalto: 6/24, 2316 x 46 m (7599 por 150 pies ) y 13/31, 1768 x 46 m (5800 por 150 pies). El aeropuerto tiene nueve puertas para dar servicio a los pasajeros. El aeropuerto cuenta con seis puntos de espera para aviones de carga. Principalmente, los aviones de carga Boeing 757 entran y salen del aeropuerto para FedEx junto con los Boeing 767 de Amazon Prime Air.
En el año que terminó el 31 de diciembre de 2018, el aeropuerto tuvo operaciones de 75,231 aeronaves, un promedio de 206 por día: 73% aviación general, 14% aerolínea comercial, 12% taxi aéreo y <1% militar. En mayo de 2020, 137 aviones tenían su base en el aeropuerto: 73 monomotores, 11 multimotores, 52 a reacción y 1 helicóptero.
En el año que terminó en marzo de 2020, el aeropuerto manejó alrededor de 87 000 000 kg (192 000 000 libras) de carga/correo.
La Autoridad del Aeropuerto de Lehigh-Northampton también opera dos aeropuertos de aviación general cercanos, el Aeropuerto Municipal Allentown Queen City en Allentown y Braden Airpark en Easton.

### Cuerpo de Bomberos
El salvamento aeronáutico y extinción de incendios es proporcionado por el cuerpo de bomberos, que consta de siete personas a tiempo completo y tres a tiempo parcial, opera desde una superficie de 13,000 pies cuadrados; instalación encargada en octubre de 2003.

## Aerolíneas y destinos

### Pasajeros
| Aerolíneas       | Destinos |
| ---------------- | --- |
| Allegiant Air    | Denver, Fort Lauderdale, Fort Myers (inicia el 13 de noviembre de 2025), Melbourne/Orlando, Myrtle Beach, Nashville, Orlando, Orlando/Sanford, Punta Gorda (FL), Sarasota, San Petersburgo/Clearwater |
| American Eagle   | Charlotte |
| Delta Connection | Atlanta |
| United Express   | Chicago–O'Hare |

### Carga
Amazon utiliza el Aeropuerto Internacional de Valle Lehigh (AIVL) como una de las únicas 11 ubicaciones en el país para su servicio de envío de Amazon Air. AIVL fue uno de los primeros aeropuertos seleccionados para el concepto piloto del programa debido a su proximidad a grandes centros de población, rentabilidad, infraestructura sólida y facilidad de uso comparativa. Esta ubicación ahora envía más mercancías, tiene más vuelos y atiende a más personas (más de 75 millones de Boston a Washington D. C., a fines de 2016) para Amazon que cualquier otra instalación en el país. Tanto Amazon como AIVL continúan invirtiendo fuertemente en el área local para respaldar mejor la demanda cada vez mayor de carga aérea impulsada en gran parte por el crecimiento explosivo del comercio electrónico y la necesidad de una entrega de mercancías más rápida y eficiente.
Debido a las mismas razones antes mencionadas para que Amazon aumente sus operaciones en el aeropuerto, FedEx Ground ha seleccionado un área cerca de AIVL para construir su terminal más grande del país.
ABE cuenta actualmente con seis estacionamientos de carga para operaciones de carga.
| Aerolíneas      | Destinos                                                   |
| --------------- | ---------------------------------------------------------- |
| ABX Air         | Cincinnati, Lakeland (FL), San Bernardino, Wilmington (OH) |
| Amazon Air      | Cincinnati, Ontario, Sacramento, San Bernardino            |
| Ameriflight     | Harrisburg, Wilkes-Barre/Scranton                          |
| FedEx Express   | Indianápolis, Memphis Estacional: Newburgh (NY)            |
| Wiggins Airways | Wilkes-Barre/Scranton                                      |

## Estadísticas

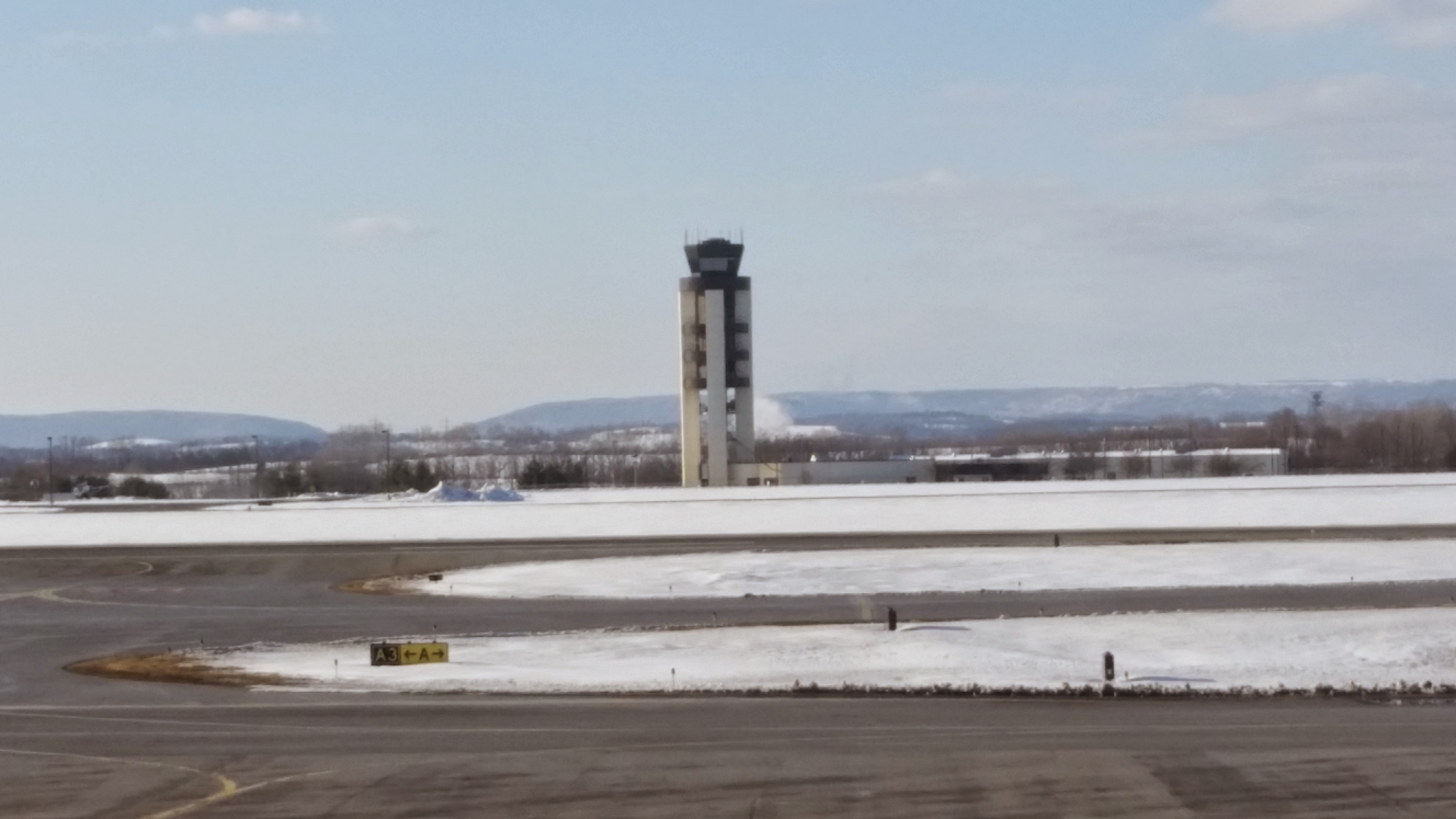
Torre de control del aeropuerto.

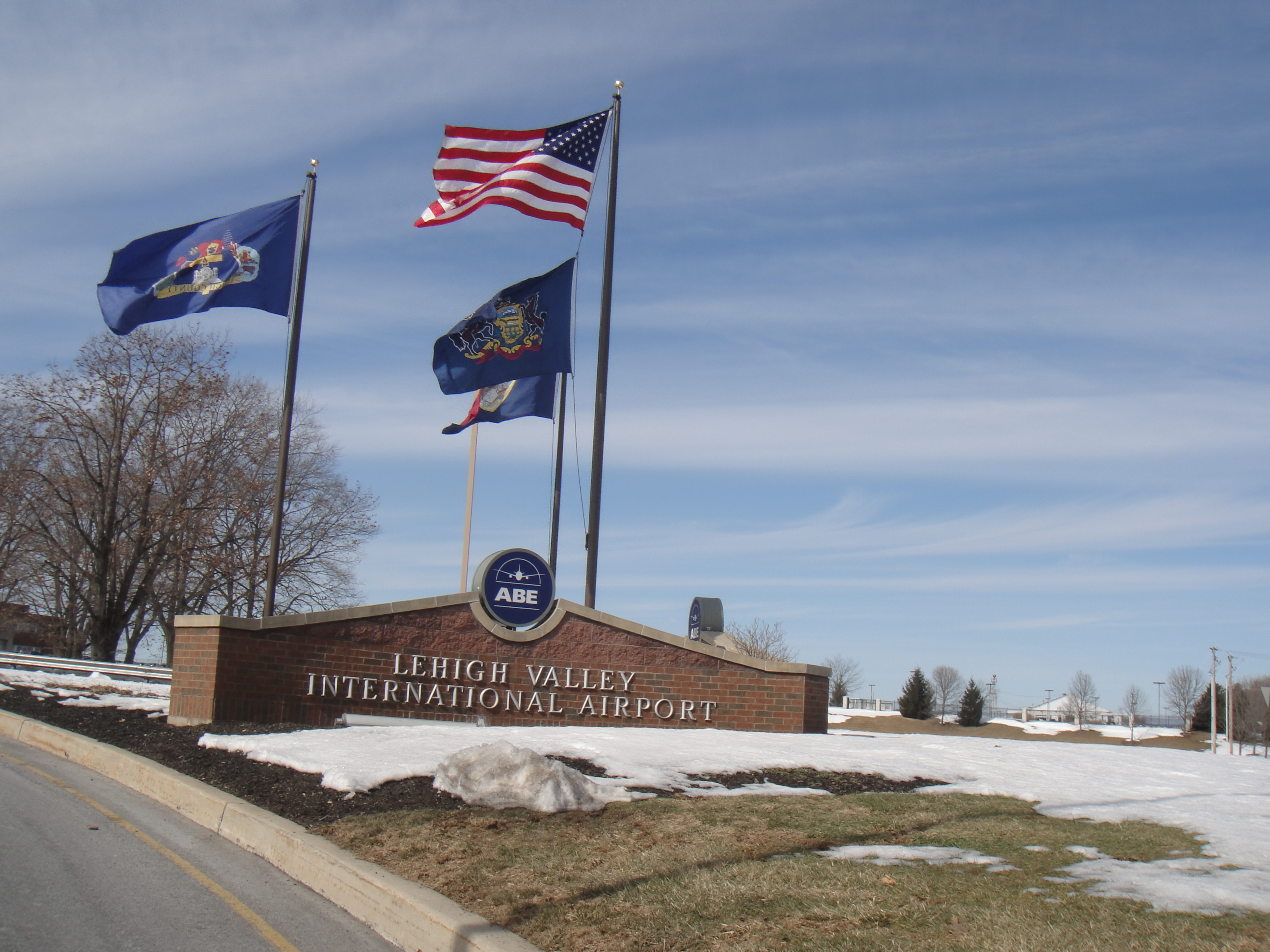
Entrada del aeropuerto.

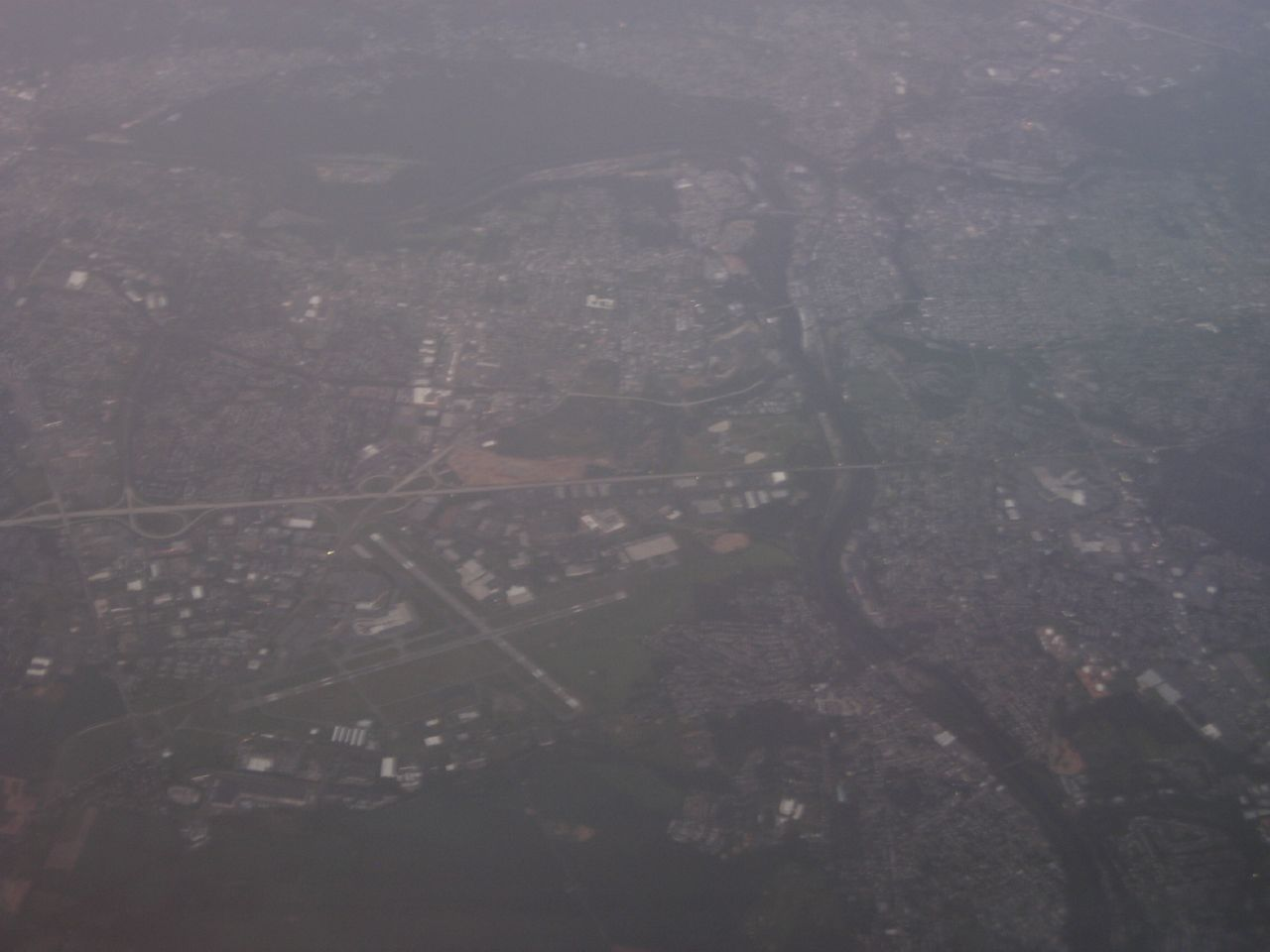
Vista aérea del aeropuerto.

### Tráfico anual
| Año  | Pasajeros | Cambio | Año  | Pasajeros | Cambio | Año  | Pasajeros | Cambio |
| ---- | --------- | ------ | ---- | --------- | ------ | ---- | --------- | ------ |
| 2000 | 1,013,710 | —      | 2010 | 838,141   | 11.98% | 2020 | 390,764   | 57.15% |
| 2001 | 912,904   | 9.94%  | 2011 | 873,351   | 4.2%   | 2021 | 752,111   | 92.47% |
| 2002 | 798,154   | 12.57% | 2012 | 723,556   | 17.15% | 2022 | 912,256   | 21.29% |
| 2003 | 982,777   | 23.13% | 2013 | 621,896   | 14.05% | 2023 | 930,946   | 2.05%  |
| 2004 | 1,009,951 | 2.76%  | 2014 | 612,650   | 1.48%  | 2024 | 1,012,120 | 8.72%  |
| 2005 | 831,570   | 17.66% | 2015 | 673,097   | 9.86%  |      |           |        |
| 2006 | 788,511   | 5.18%  | 2016 | 688,505   | 2.23%  |      |           |        |
| 2007 | 847,527   | 7.48%  | 2017 | 692,154   | 0.50%  |      |           |        |
| 2008 | 779,968   | 7.97%  | 2018 | 792,974   | 14.57% |      |           |        |
| 2009 | 748,482   | 4.03%  | 2019 | 911,970   | 15.01% |      |           |        |